# Madame Arthur
Madame Arthur ist das erste Gender-Twist-Kabarett in Frankreich, das 1946 eröffnet wurde. Der Name leitet sich vom berühmten Lied ab, das 1860 von Paul de Kock geschrieben und von Yvette Guilbert aufgeführt wurde.
Es befindet sich in der Rue des Martyrs 75, im Herzen von Pigalle, im 18. Arrondissement von Paris.
Im Jahr 2015 wurde das Gebäude von Madame Arthur mit dem angrenzenden Divan du Monde zu einem einzigen Kabarett-Club zusammengelegt.

## Geschichte
Vor 1868, als die Gemeinde Montmartre Teil von Paris wurde, war die Chaussée des Martyrs von der Alkoholsteuer, insbesondere von Wein, befreit. Die heutige Rue des Martyrs ist als Musette Saint-Flour bekannt und für ihren billigen Alkohol beliebt. 1861 wurde der Ballsaal Sant-Flour Musette in die Brasserie des Martyrs umgewandelt, die von Leuten wie Charles Baudelaire, Edgar Degas und Jules Vallès besucht wurde. 1871 wurde es zum Café-chantant Divan Japonais und der Besitzer Théophile Lefort richtete es im japanischen Stil ein.
1946 wählte Marcel Ouizman (auch Oudjman, Ouissmann oder Wutsman geschrieben), ein jüdischer Pied-noir, der vor dem Krieg den Club Le Binocle besaß, das Lied Madame Arthur als Namen für das Kabarett, das er in der Rue des Martyrs eröffnete. Sein Geschäftspartner, bekannt als Floridor, war auch der Gastgeber, und da er innerhalb der ersten Monate starb, wurde er durch einen anderen Gastgeber ersetzt, den ehemaligen Priester und Dichter Loulou. Der Veranstaltungsort veranstaltete Shows mit weiblichen Imitationen im Stil der 1930er Jahre, die von cisgeschlechtlichen Transformisten durchgeführt wurden. Der erste Star des Kabaretts war eine ehemalige Balletttänzerin, die unter dem Namen Maslowa auftrat. In den 1950er Jahren zogen Ouizmans Madame Arthur und Le Carrousel de Paris eine neue Generation von Darstellern an, wie Coccinelle und Bambi, die eine medizinische Geschlechtsumwandlung anstrebten. Zu den Transgender- und Drag-Künstlern, die bei Madame Arthur aufgetreten sind, gehören Coccinelle, Baddabou, Cricri, Chantaline Erika Keller, Estelle Roederer, Angélique Lagerfeld, Chablie, Yeda Brown, Domino und Bambi.
Joseph Ginsburg (Spitzname Père Jo), der Vater von Serge Gainsbourg, war dort von Anfang an Pianist. Seit 1954 vertrat Gainsbourg ihn manchmal selbst und komponierte dort einige Lieder für die Kabarettrevue, Lieder, die seine ersten Kompositionen waren, aber erst nach seinem Tod veröffentlicht wurden. Eines davon, Antoine le casseur, wurde für einen Transformisten Lucky Sarcell geschrieben, der für Mistinguett tanzte. Mehrere dieser Lieder (Zita la panthère, Meximambo, Tragique cinq à sept) wurden nicht gefunden.
Bambis Beschreibung von Madame Arthur:

„Der Eingang ist eng, und die Garderobe darunter. Wir befinden uns in einer Art Schleuse, die sich zum Zuschauerraum hin öffnet. Am anderen Ende ist die Bühne. In der Nähe des Eingangs die Bar. Zwischen der Bühne und der Bar drei vertikale Reihen nebeneinander stehender Tische. An jedem Tisch haben vier Personen Platz. Manchmal drängen sich fünf, sechs oder sogar sieben Personen zusammen, da zusätzliche Hocker die Gänge verstopfen und den Service behindern. Die Atmosphäre ist dadurch umso wärmer. Hinter dem Saal befinden sich die Büros und ein Teil der Umkleidekabinen. Und in den oberen Stockwerken des Gebäudes befinden sich weitere Umkleidekabinen und die Nähwerkstätten.“

Maslowa wurde von Bambi als beste Revueleiterin von Madame Arthur bezeichnet:

„Maslowa stand im Saal, sobald die ersten Kunden eintrafen, und bereitete sie auf den Abend vor, den sie erleben würden. Er war fast immer in rosa Satinpyjamas gekleidet, trug keine Perücke und hatte mit seinem natürlich blonden Haar eine Frisur, die etwas Weibliches an sich hatte. Er trug immer Make-up, aber nur leicht: kleiner Bart. Die Lippen waren herzförmig geschminkt, wie 1925. Was die meiste Aufmerksamkeit auf sich zog und den Blick sogar fesselte, waren seine Augen. Riesige grüne Augen, die jeden Ausdruck annehmen konnten, von Naivität bis Schalk, von Zärtlichkeit bis Empörung, von Bewunderung bis Spott. Meistens Selbstspott. Sein Witz war nicht die Art von Chansonnier der damaligen Zeit oder von heute. Sein Hauptthema war er selbst, eine Figur einer ausgelassenen, extravaganten, gutmütigen jungen Frau. Ich fand die Witze von Loulou und Maslowa an sich lustig. Und das waren sie sicherlich. Manchmal waren sie es. Aber wenn die größten Wortspiele (...) unendlich lustig waren, und zwar jeden Tag, dann lag das daran, dass unsere Gastgeber, die oft dieselben Gags wiederholten, neue entdeckten und intensiv vor ihrem Publikum lebten. Eine einfache Routine? Nein! Jeden Tag, jeden Moment, haben sie jeden Ausdruck, jedes Wort nachgestellt. Das Leben selbst. Zwanzig Jahre ununterbrochener Erfolg, ohne Urlaub.“

1961 eröffnete Ouizman ein weiteres Kabarett namens Madame Arthur in Amsterdam mit zwei Künstlern aus Paris, Rita Del Ora und Capucine, sowie einigen lokalen Talenten. Heute ist es die Heineken Music-Hall. Ouizman zog sich 1985 aus dem Geschäft zurück und Madame Arthur schloss 1994.

## Heute
Nachdem es viele Jahre lang geschlossen war, wurde es vollständig restauriert und im November 2015 vom Divan du Monde, dem der benachbarte Veranstaltungsort gehört, wiedereröffnet. Heute bietet eine Künstlertruppe dem Publikum Coverversionen von Liedern in französischer, klassischer oder moderner Sprache an, begleitet von Klavier und Akkordeon.